# Гранд Шартрез
Ґранд-Шартрез, Велика Шартреза (фр. La Grande Chartreuse) — католицький монастир у Франції, найдавніша і головна обитель ордену картузіанців. Монастир розташований на південному сході Франції, на відстані 3 кілометрів на північний захід від селища Сен-П'єрр-де-Шартрез у французькому департаменті Ізер.

## Історія

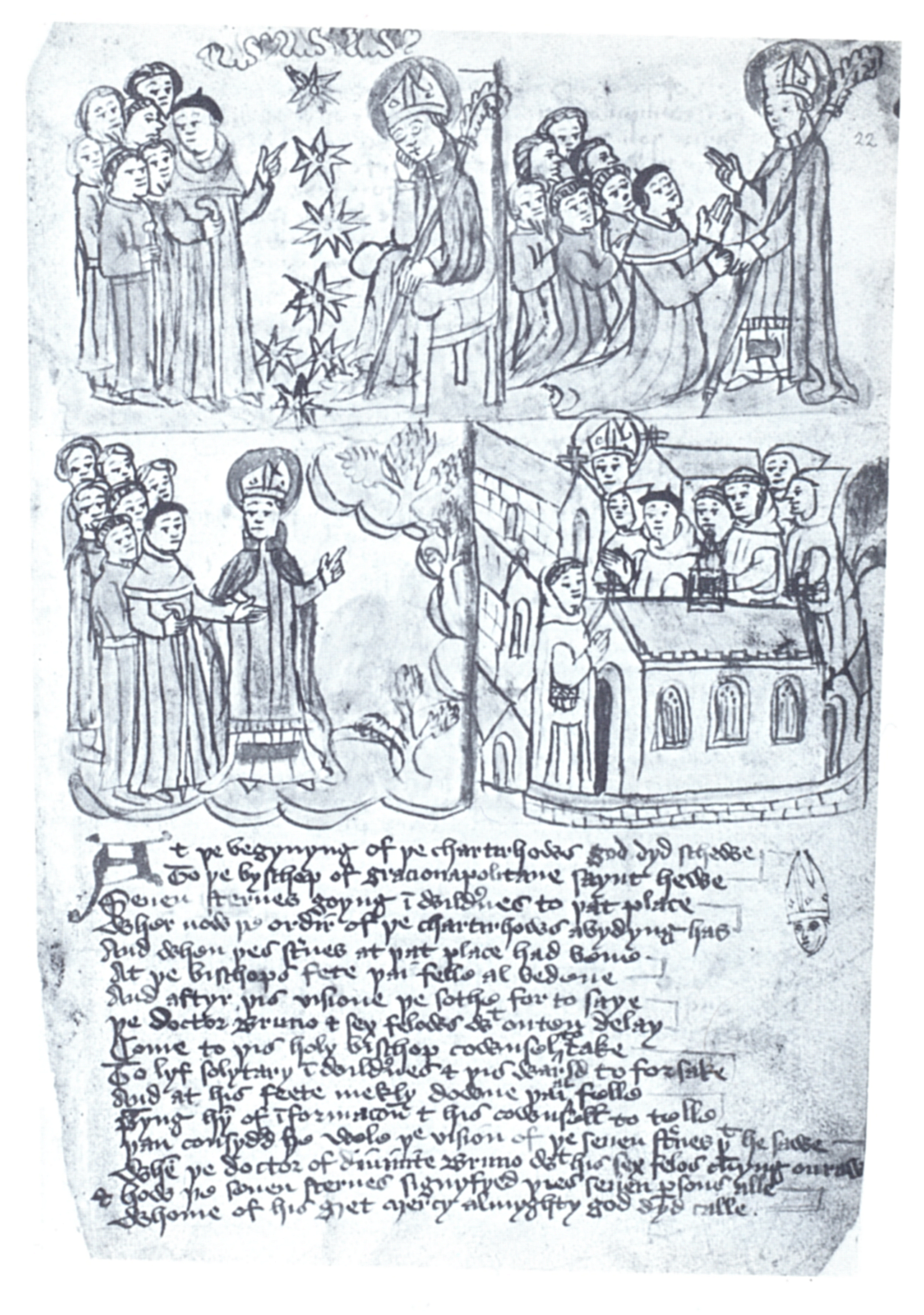
Єпископ Гуґо з Гренобля благословляє заснування Ґранд-Шартреза. Рукопис з XV ст.

Монастир був заснований святим Бруно Кельнським і шістьма його послушниками в 1084 році в горах Шартрез, в безлюдній місцевості на північ від Гренобля. Спочатку було побудоване поселення з хрестоподібним розташуванням дерев'яних хатин і кам'яною церквою. Ця перша обитель була названа La Grande Chartreuse і донині вважається матірним монастирем ордена.
У 1132 році монастир був зруйнований гірською лавиною і знову відбудований 2 кілометри південніше від старого місця, де знаходиться і понині. Неодноразово (8 разів) в монастирі спалахували великі пожежі, але кожного разу Гранд Шартрез швидко відбудовувався. Основна частина будівель монастиря побудована в XVII столітті, деякі — в XIV—XV століттях. Під час Великої французької революції (1789—1794) монастир було ліквідовано, а ченці зазнали переслідувань. Знову відновлений у 1816 році. Був знову закритий французьким урядом у 1903 році, монахи тоді знайшли притулок в Італії. Відкрито вже остаточно в 1940 році.

## Сучасний стан
Ґранд-Шартрез — діючий монастир ордену картузіанців. Його відвідини туристами дуже обмежені, на навколишніх дорогах заборонено користуватися автомобілями і мотоциклами, щоб шум моторів не порушував абсолютну тишу в монастирі. Єдине відкрите для гостей місце — музей Великої Шартрези, що знаходиться за два кілометри від самого монастиря.
Сучасні розміри Гранд Шартрез: 215 метрів у довжину, 23 метри в ширину, по периметру — 476 метрів. Кожен монах живе в окремій келії, яка складається з декількох приміщень: невеликої галереї для прогулянок, маленького садка, сараю, майстерні і житлової кімнати. Разом члени громади збираються тільки на трьох щоденних конвентуальних богослужіннях (утреня, меса і вечірня), інший час проводять на самоті в своїй келії. Раз на тиждень монахи роблять прогулянку поза монастирем, за традицією такі прогулянки відбуваються парами. Бесіда під час цієї прогулянки — один із вкрай рідкісних моментів, коли картузіанці розмовляють один з одним.
У 2005 році німецький режисер Філіп Ґренінґ зняв документальний фільм «Велика тиша» про життя ченців Ґранд-Шартрез. Фільм отримав кілька престижних нагород, включаючи премію European Film Awards в 2006 році за найкращий документальний фільм.

## Інші факти
У Середньовіччі монастир Ґранд-Шартрез прославився двома винаходами:
- створений тутешніми монахами не пізніше початку XVII століття рецепт нині всесвітньо відомого лікеру Шартрез (з 1-ї половини XVIII століття вже вироблявся в монастирі в обмежених кількостях для продажу).
- виведена ще в Середньовіччі в стінах Ґранд-Шартрез порода короткошерстих кішок — шартрез.

## Галерея

Монастир Гранд Шартрез
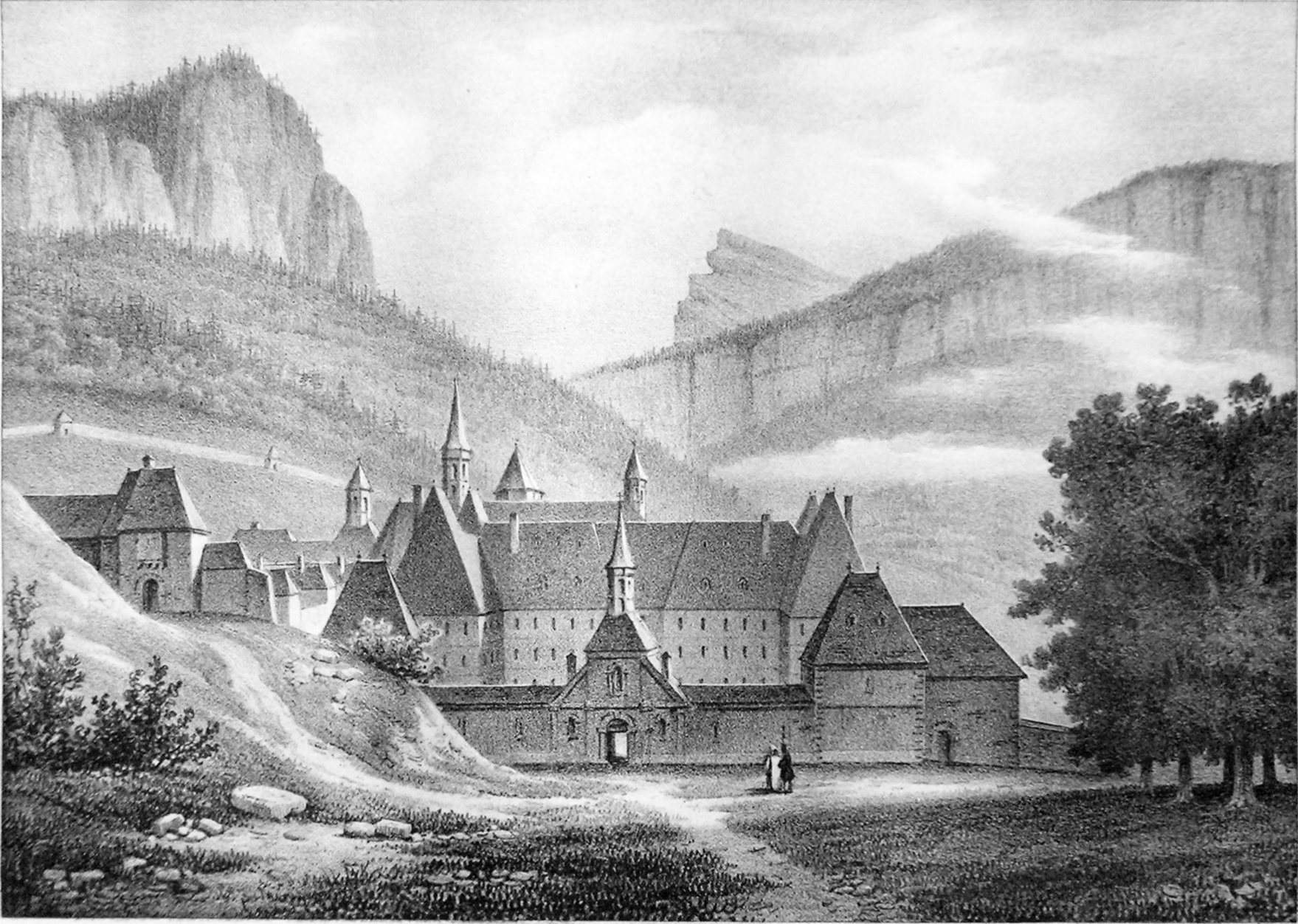
Гранд Шартрез (перед 1835)
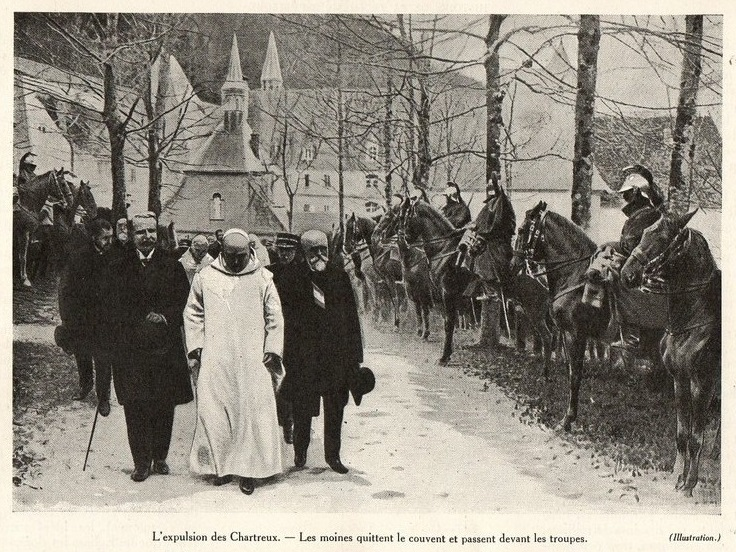
Виселення картузіанців у 1903 році
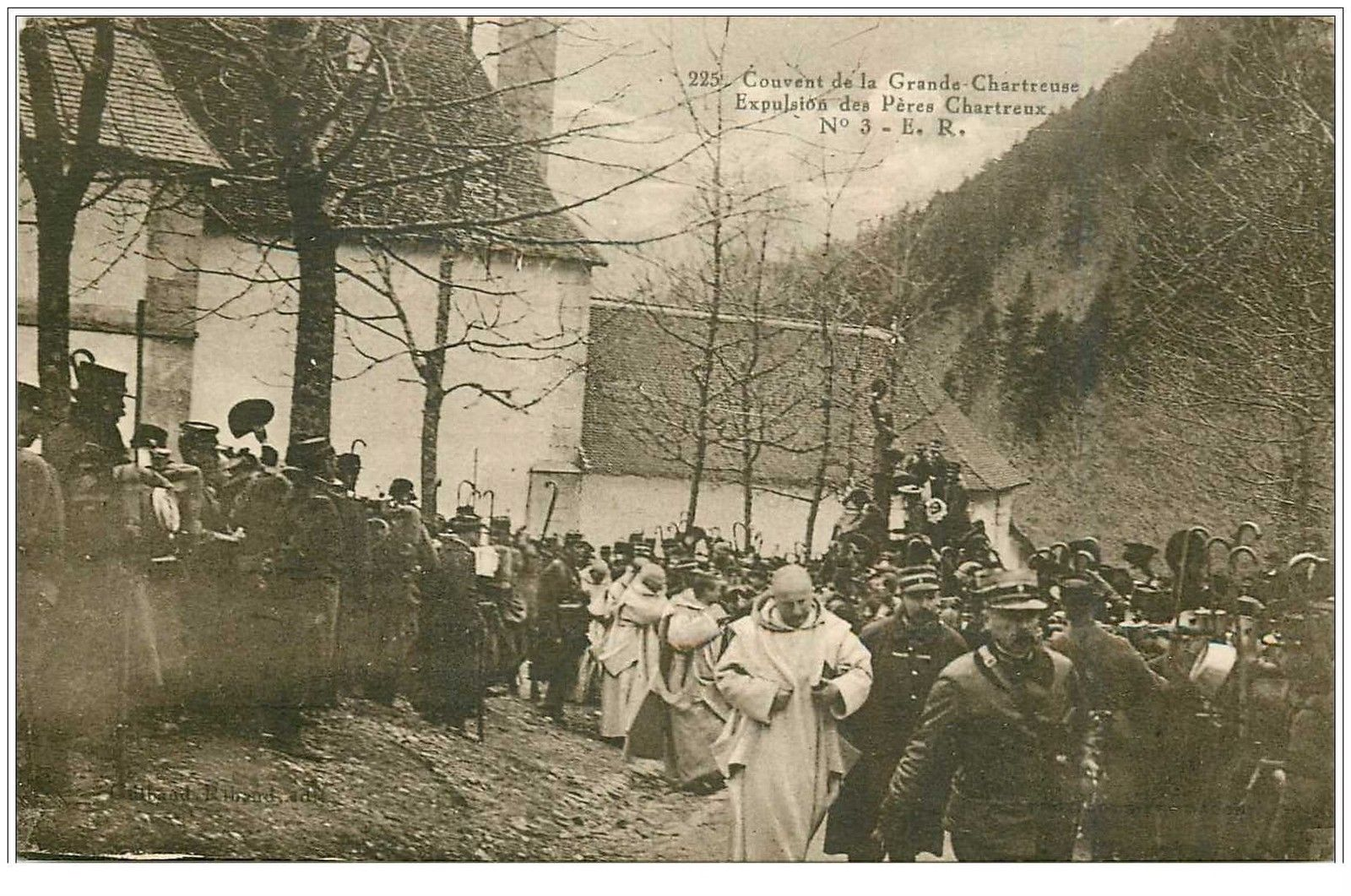
Виселення монахів 29 квітня 1903 року
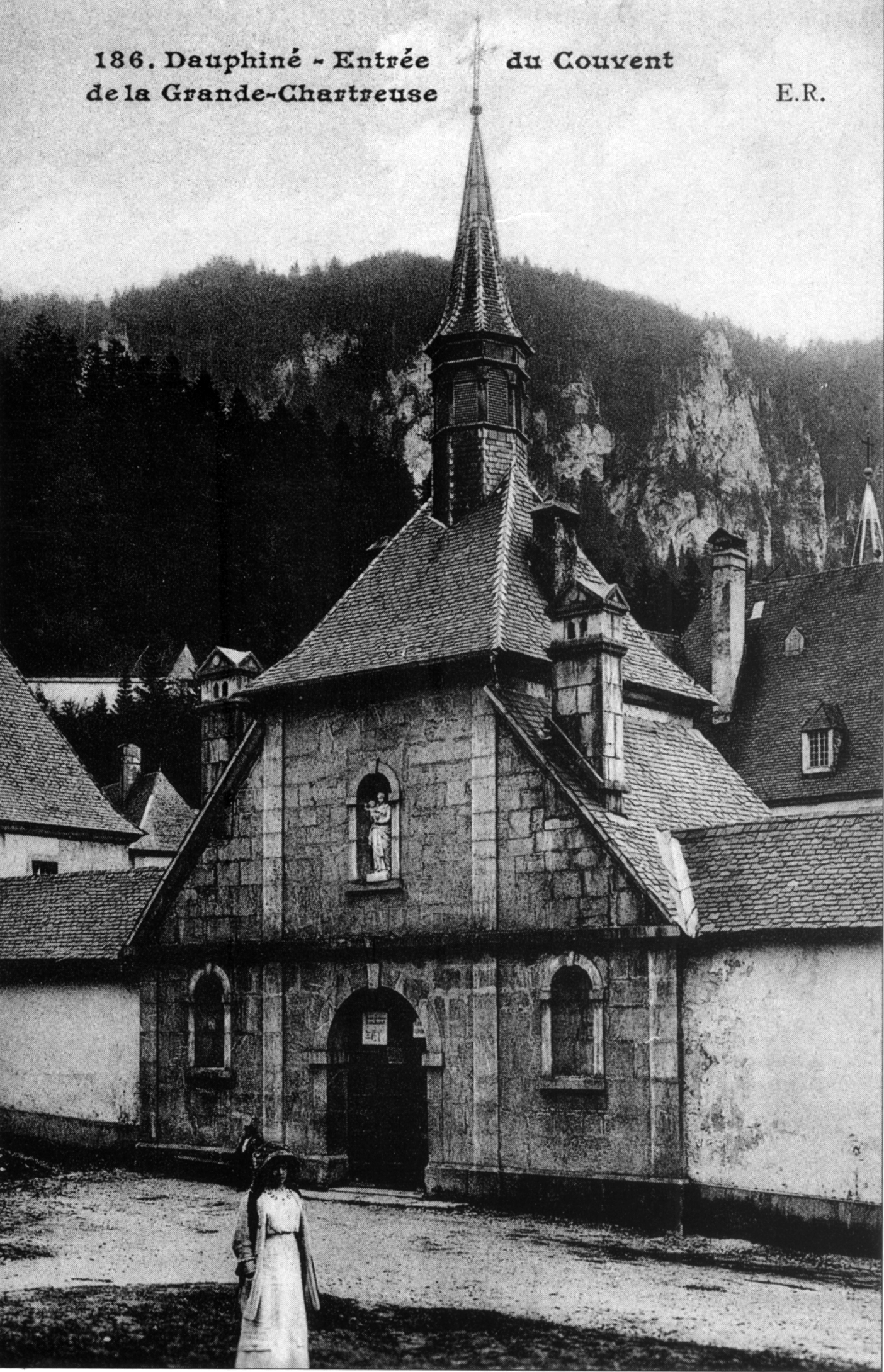
Вхід в монастир (фото 1900-1920 рр.)
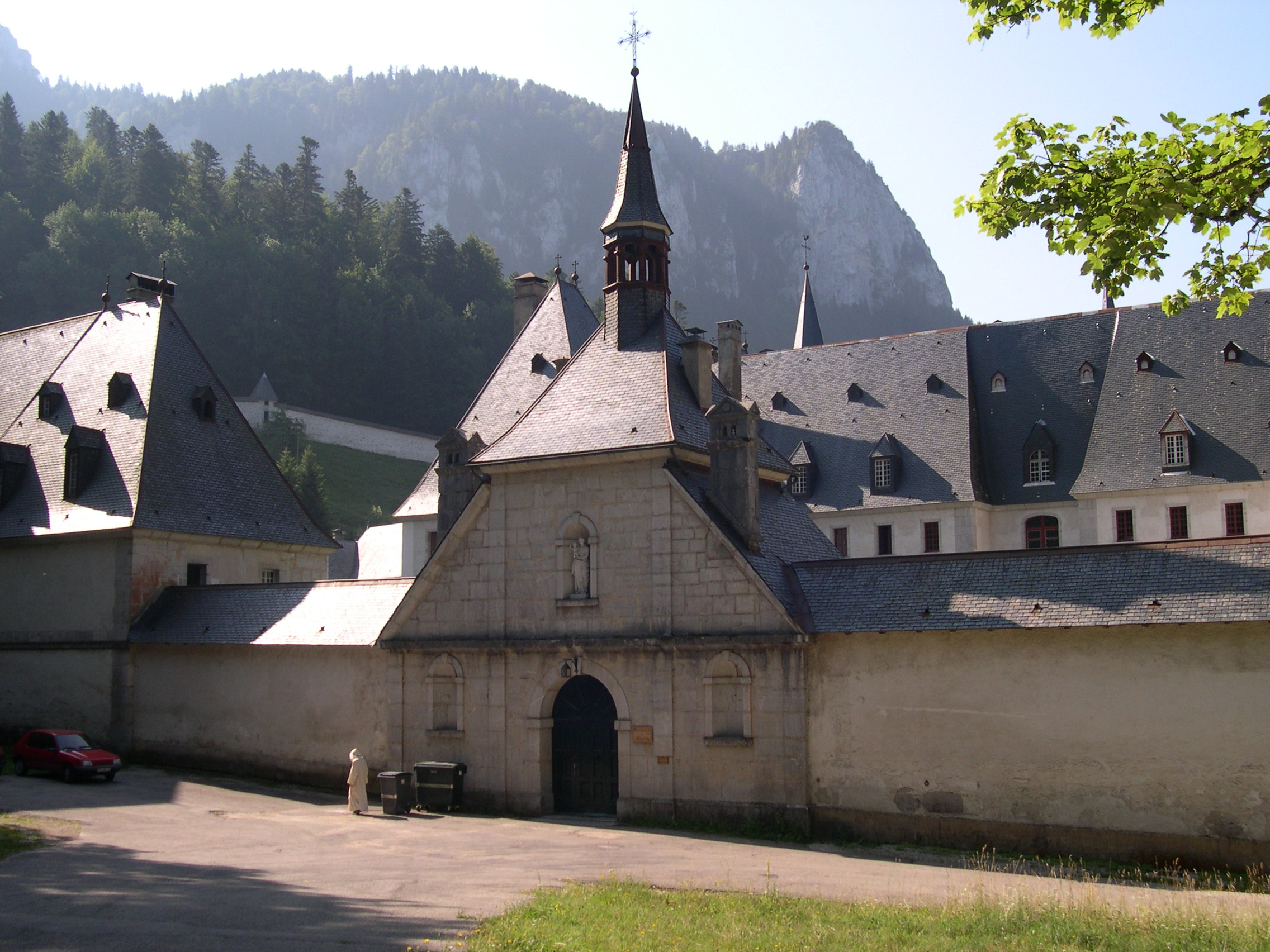
Вхід у монастир (2006)
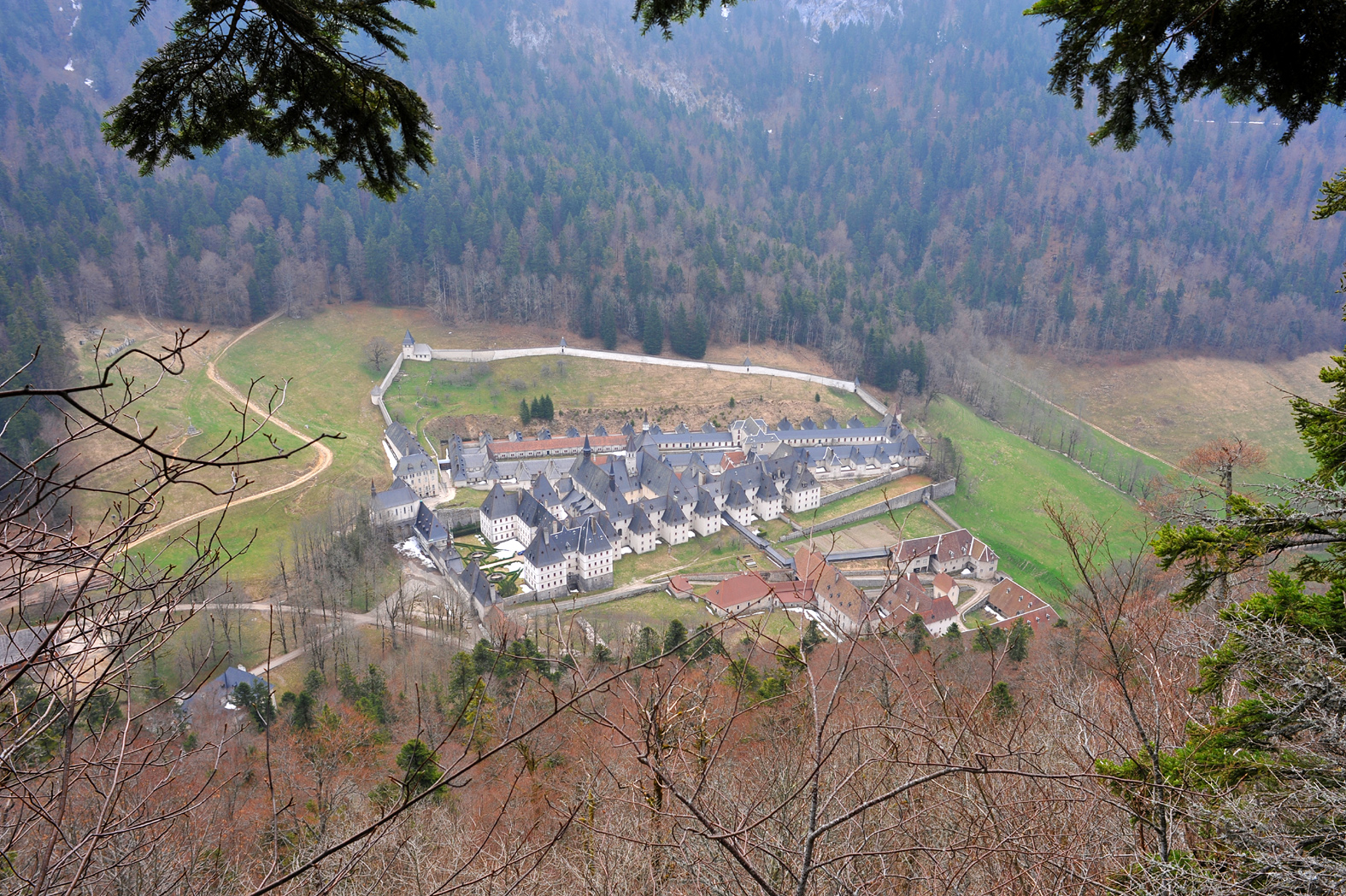
Вид з північного заходу (2009)
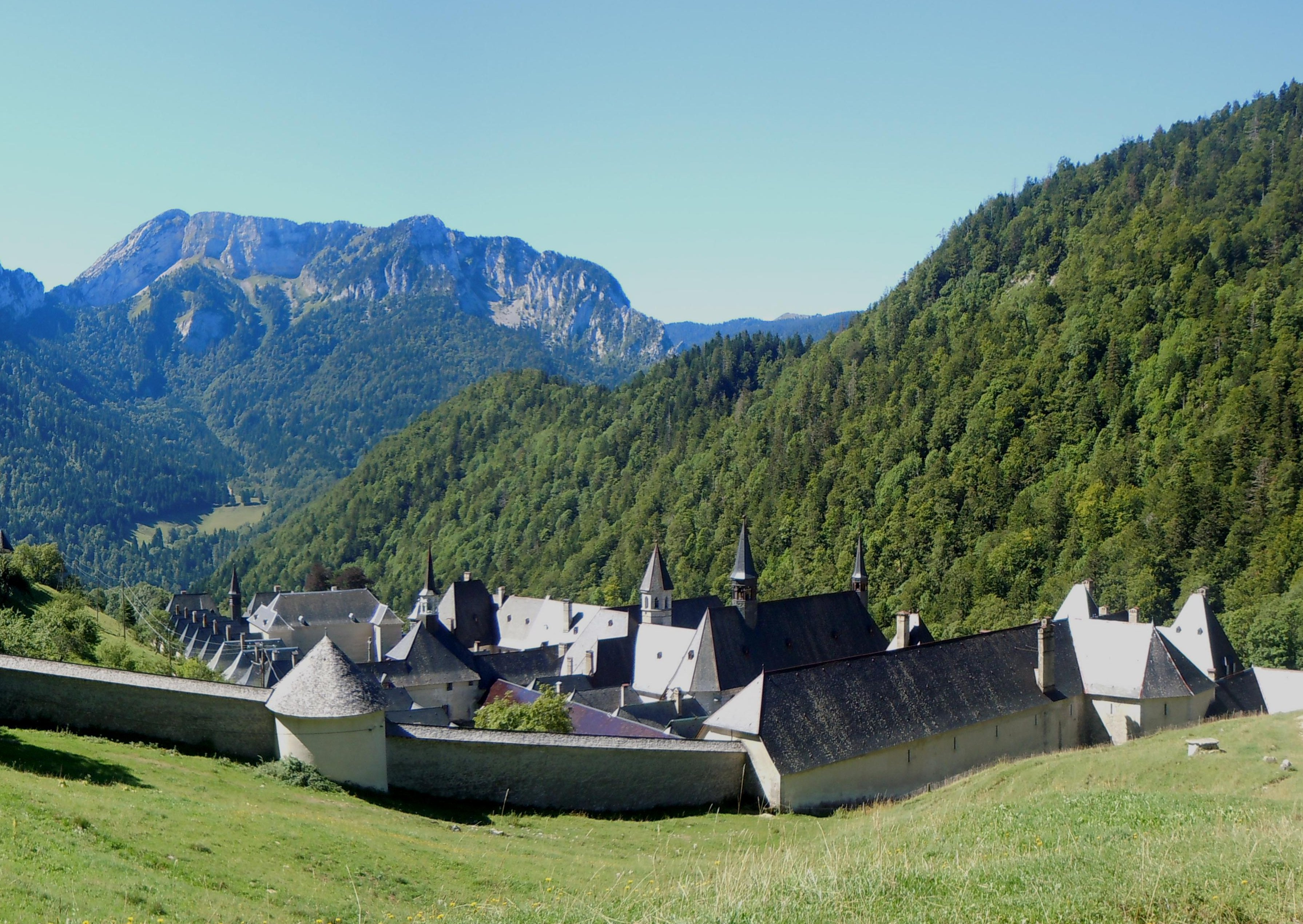
Монастир у 2010
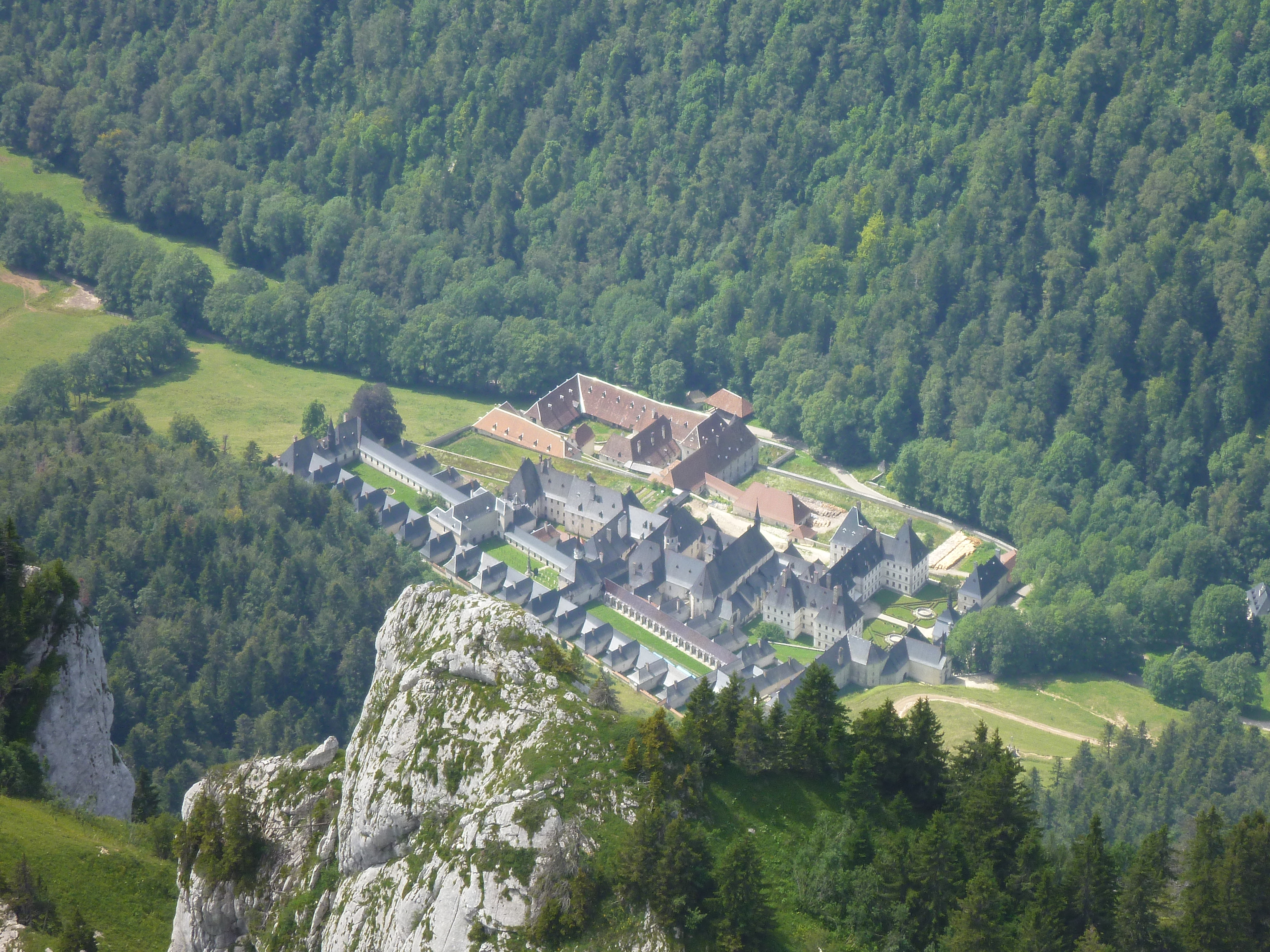
Гранд Шартрез. Вид із гір (2013)